# Olaf Zinke
Olaf Zinke (Bad Muskau, 9 ottobre 1966) è un ex pattinatore di velocità su ghiaccio tedesco.

## Palmarès

### Olimpiadi
- Oro a Albertville 1992 nei 1000 metri.